# Narcissus andorranus
Narcissus andorranus är en amaryllisväxtart som beskrevs av Francisco Javier Fernández Casas. Narcissus andorranus ingår i släktet narcisser, och familjen amaryllisväxter.
Artens utbredningsområde är Andorra. Inga underarter finns listade i Catalogue of Life.